# Pandemia de COVID-19 en Níger
La pandemia de COVID-19 alcanzó Níger el 19 de marzo de 2020.
Antes de haberse confirmado en primer caso, las autoridades adoptaron una serie de medidas restrictivas que incluyeron el cierre de escuelas y mezquitas y limitaciones de movimiento de personas, en un intento de disminuir la demanda sobre el débil sistema de salud.

El 27 de marzo se decretó el «estado de urgencia sanitaria» y el «aislamiento sanitario» y toque de queda en la ciudad de Niamey.
Durante el Ramadán, se produjeron una serie de disturbios debido a los requerimientos de los fieles de realizar sus prácticas religiosas de modo tradicional. Paulatinamente, las medidas restrictivas se fueron flexibilizando y hacia fines de julio se proyectó reabrir el espacio aéreo, bajo estrictos protocolos de modo de impedir la propagación de la epidemia.
Hasta el 6 de agosto de 2020 se habían registrado 1152 casos confirmados, 1057 recuperaciones y 69 muertes.

La tasa de letalidad (fallecidos respecto a confirmados) es del 5,99%.

## Cronología
El 19 de marzo, el primer caso es confirmado en Niamey; se trataba de un hombre de 36 años de edad desde Nigeria.
Siguiendo este acontecimiento, los aeropuertos en Níger y Zinder fueron cerrados para prevenir el avance del coronavirus.
Un tercer caso fue confirmado de una mujer brasileña quien entró al país el 16 de marzo.